# Miễn thuế
Các hệ thống thuế khác nhau cấp miễn thuế cho các tổ chức, người, thu nhập, thuộc tính hay các mục thuế nhất định theo hệ thống. Miễn thuế có thể xem là trợ cấp cá nhân hay một sự miễn thuế tiền tệ được tuyên bố bởi một cá nhân để giảm thuế thu nhập theo các hệ thống.